# Sri-lankische Badmintonmeisterschaft 1983
Die Sri-lankische Badmintonmeisterschaft 1983 war die 31. Austragung der nationalen Titelkämpfe im Badminton in Sri Lanka.

## Sieger und Finalisten
| Disziplin    | Gold                                   | Silber                             |
| ------------ | -------------------------------------- | ---------------------------------- |
| Herreneinzel | Niroshan Wijekoon                      | Udaya Weerakoon                    |
| Dameneinzel  | Imali Fernando                         | Lathika Madugalla                  |
| Herrendoppel | Niroshan Wijekoon S. Basnayake         | Priyantha Wijesekera Sumith Guruge |
| Damendoppel  |                                        |                                    |
| Mixed        | Niroshan Wijekoon Ranjani Senevirathna |                                    |